# Accadia
Accadia es una localidad italiana de la provincia de Foggia, región de Apulia, con 2.474 habitantes.

## Evolución demográfica
| Gráfica de evolución demográfica de Accadia entre 1861 y 2001 |
|                                                               |
| Fuente ISTAT - elaboración gráfica de Wikipedia               |